# 蕗谷虹児

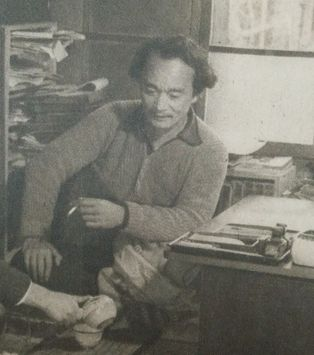
1949年の蕗谷

蕗谷 虹児（ふきや こうじ、蕗谷 虹兒、1898年〈明治31年〉12月2日 - 1979年〈昭和54年〉5月6日）は、挿絵画家、詩人、アニメーション監督。
抒情画という言葉の考案者。童謡・抒情歌「花嫁人形」の作詞者。

## 人物
1898年 (明治31年) 12月2日、新潟県北蒲原郡水原町 (現・阿賀野市) 生まれ。新潟県新発田町 (現・新発田市) 出身。本名は一男といった。
蕗谷の自伝小説「花嫁人形」「乙女妻」によれば、父親・傳松 (でんまつ) は新潟市 (現・新潟市中央区)、新潟島の信濃川河口付近にあった三傳小路に土蔵と屋敷を構えた北前船の廻船問屋「三傳 (さんでん)」当主の次男であったが、当主が廃業し、新発田町にて活版印刷所を開業。
傳松と職人達は印刷汚れを落とすため、近所の湯屋、広小路の「有馬の湯」に毎晩通うが、番台に座っていた京人形のような美貌の看板娘・新保エツと傳松が恋仲になり、水原町へ駆け落ちする。
1898年 (明治31年) 12月2日、傳松19歳、エツ15歳の時に水原町にて虹児を出産、傳松は活版印刷所を開業するが失敗。
1899年 (明治32年) 3月、貧困の末、新発田町の母親の実家である「有馬の湯」に虹児を預け、父母は新潟市東堀通 (現・新潟市中央区東堀通) の堀に面した二間きりの借家に引越する。父は新聞記者に転身。
1902年 (明治35年) 3月2日、弟 (次男) 虎男が新発田町の実家で生まれる。3月末、父親が実家まで迎えに来て、一家で新潟市東堀通に引越。
東堀前通八番町付近には、当時から吹屋小路 (ふきやこうじ) が存在している。
家族4人となり生活に無理が生じ、父が柏崎の新聞社の植字工 (印刷工) に転身。一家で柏崎の裏通りの二軒長屋に一年暮らす。病弱な母親がこの頃から寝たり起きたりの生活となり、虹児が使いをするようになる。しかし、父親の酒癖のために生活は苦しく、柏崎での生活を諦める。
父親は、才能を惜しむ先輩の口添えで再び新潟市営所通 (現・新潟市中央区営所通) の新潟中央新聞に入社。一家で営所通の堀端近くにあった新潟中央新聞社の物置きの中二階に引越。父親がアルコール中毒の禁断症状で苦しむようになるが、この頃の虹児は、貧しい生活でも父親の酒癖さえなければ天国だったという。
1905年 (明治38年) 4月、虹児は西堀小学校 (のちの新潟市立大畑小学校、現・新潟市立新潟小学校) に入学。
1907年 (明治40年) 2月19日、弟 (三男) 春男が生まれる。同年、営所通の家で父の素人ばなれした絵と母が描く「たこ入道」の絵を見る。この時の母による絵の指導がきっかけで虹児は絵を描きはじめる。
1908年 (明治41年) 9月4日、営所通の家に居た一家は新潟大火で焼け出される。
新発田町の「有馬の湯」からほど遠からぬ掛倉町 (現・新発田市中央町) 裏路地の七軒長屋に引っ越し、父は新発田町の新聞社に就職。虹児は新発田町の新発田本村尋常小学校 (通称・三ノ丸小学校、現・新発田市立外ヶ輪小学校) に転校する。
この頃から竹久夢二の絵を透写する。
夢二の画風が母親をイメージさせたためだった。
母親は「有馬の湯」の横にある兄嫁の髪結いの店を手伝ったが、胃病で大量吐血し、三か月間床につく。
1911年 (明治44年)、新発田本村尋常小学校を卒業する。父親が新津の「岩越新報」の主筆として迎えられることになり、母親を新発田町に残し、虹児も新津で暮らす。新津尋常高等小学校に入学する。
仕事がうまくいかず、再び父親は新潟中央新聞の後身に迎えられ、主筆となる。一家は大伯父の家があった新潟市白山浦 (現・新潟市中央区白山浦) に引っ越す。病弱な母親を支えながら近くの白山公園 (白山神社) を散歩し、公園から望む雄大な信濃川の景色を母子で眺めることが、虹児にとって何よりも幸せな時間であった。
1911年 (明治44年) 8月17日、母エツは虹児12歳の時に28歳で死去。虹児の記憶に残った若く美しい母への追慕の情が、後の作風に大きな影響を与えた。
母親の死により家族は離散。伯父の世話で新潟市 (現・新潟市中央区) の有名な株式仲買店の新潟支店にて丁稚奉公をするが、翌年突然倒産したため、新潟市 (現・新潟市中央区)古町地域の「鶴木洋服店」で丁稚奉公。その後、父親の紹介で印刷会社「公友社」に移り丁稚奉公、月給で毎晩南画を学ぶ。
1912年 (大正元年)、貧しいながらも恵まれた絵の才能が公友社社長の桜井市作 (後に新潟市長となり爆弾市長と渾名される) の目にとまり、古町地域出身の日本画家の尾竹竹坡 (おたけちくは) の弟子になるよう勧められ、14歳で上京。内弟子として竹坡のもとで日本画を学ぶ。
1913年 (大正2年)、尾竹一門の「第一回八華会展」入選作に選ばれる。浮世絵も勉強するべく、各時代の絵師の絵を模写した。そんな虹児に竹坡は「どうせ美人画を描くのなら、見ていて拝みたくなるような、気品の高い美人画を描きたまえ」とアドバイスしている。
1915年 (大正4年)、新潟市に一時帰郷した際、父親が再婚していながら失職し、多額の借金でいよいよ生活に困窮していた事を知る。父の頼みで借金を返済するため、繁華街の映画館で看板絵師として働く。借金を返済すると、父親の仕事の関係で樺太へ渡るが、それを機に放浪画家の生活を送ることになる。
1919年 (大正8年)、竹坡門下の兄弟子の戸田海笛を頼って上京。戸田海笛の紹介で日米図案社に入社、図案家としてデザインの修行をする。
1920年 (大正9年)、22歳、竹久夢二を訪ねる。夢二に雑誌『少女画報』主筆の水谷まさるを紹介され、蕗谷紅児の筆名により同誌へ挿絵掲載のデビューを果たす。吉屋信子の少女向け小説『花物語』に描いた挿絵が評判になり、10月創刊の講談社『婦人倶楽部』のカットなど挿絵画家としての仕事が増え始める。
1921年 (大正10年)、竹久夢二の許可を取り、虹児に改名。朝日新聞に連載の吉屋信子の長編小説『海の極みまで』の挿絵に大抜擢され、全国的に名を知られるようになる。『少女画報』『令女界』『少女倶楽部』などの雑誌の表紙絵や挿絵が大評判で時代の寵児となり、夢二と並び称されるようになる。
1922年 (大正11年)、父親の傳松の病状が悪化、僅かな余生を見守る為に引き取る。傳松は死ぬ前に虹児の結婚を見たいと願い、親戚の娘との結婚を勧めるので、困った虹児は作業部屋に遊びに来ていた大家の娘の川崎りんに結婚の真似を頼み、花嫁衣裳の代わりに晴れ着を着せて傳松に見せると傳松は喜び、まもなく死去する。
虹児にとって、りんは歳の離れた妹のような存在であったが、りんは虹児との結婚を本気にしてしまう。りんの懇願に虹児も折れて二人は結婚。
1923年 (大正12年)
長男汪児をもうける。
1924年 (大正13年) 2月、『令女界』に発表した詩画「花嫁人形」は、後に杉山長谷夫の作曲で童謡にもなり、虹児の代表作となった。他にも9冊の詩画集を出版。挿絵に感傷的な余韻を残し、見る者に描き手の想いを伝える絵を手掛けたいと、自らの絵を「抒情画」と名付けるようになる。
1925年 (大正14年)、挿絵画家としての生活に飽き足らず、フランスのパリへ17歳の妻りんとともに留学。日本に残した長男は翌年夭折。苦学の末、フランス国民美術協会（ソシエテ・ナショナル・デ・ボザール）のサロン、サロン・ドートンヌ等への連続入選を果たし、またフランス画壇で活躍する日本人画家の藤田嗣治や東郷青児等と親交を深め、画家としての地歩を固めつつあった。1927年 (昭和6年)に、藤田が名付け親となった次男青瓊（せいぬ）が誕生。
1929年 (昭和4年)、東京の留守宅の経済的破綻により妻子を置いて急ぎ帰国。借金返済のため、心ならずも挿絵画家の生活に戻るが、パリ風のモダンな画風は一世を風靡した。虹児を世に送り出した夢二の柔らかい画風とは対照的に、このころの虹児の挿絵はシャープかつ洗練された線で描かれ、都会的な香りに満ちていた。貧困の中パリに幼児を抱えて残された妻には新しい相手ができており、1933年に離婚、松本かつぢの妹・松本龍子と再婚。
1935年 (昭和10年)、詩画集『花嫁人形』出版。しかし、やがて戦争に突入し戦時色が強くなると、虹児の絵は時勢に合わず、制作を休止。ただし、1943年 (昭和18年)、「航空報国」を掲げる大日本航空美術協会主催の第3回航空美術展に招待作品として戦争画『天兵神助』(個人蔵) を出品している。
終戦後は、復興された各誌に執筆を再開。1953年（昭和28年）の小学館の絵本や、1956年（昭和31年）の講談社の絵本など、20冊を越える絵本の挿絵で子供に親しまれた。
1956年 (昭和31年)、日本初の本格的アニメーションスタジオ「東映動画 （東映アニメーション）」設立。虹児も招聘される。
1958年 (昭和33年) 4月5日、東映(教育映画部)製作としては初の国内向けカラーアニメーション映画『夢見童子』を監督(演出・原画・構成)。
『夢見童子』は初の長編カラーアニメーション映画『白蛇伝』公開に先駆け、テスト的に製作された短編アニメ作品の一つであり、国産カラーインクの採用など東映動画初期のアニメ技術蓄積に寄与した児童教育用アニメであった。
背景として、同郷の東映及び東映動画社長の大川博が教育事業に熱心であり、東映から児童教育アニメの製作を求められていた。
虹児は東映動画内で『夢見童子』を製作するにあたり、監督業だけでなく宣伝広告のデザイン、映画テーマ曲の作詞まで、一人何役も担当した。このマルチなプロデュース・スタイルは、のちの宮崎駿のスタイルの先駆けとなった。
虹児が採用した国産カラーインクによるカラーアニメ製作ノウハウを本格運用したのが、日本初の長編カラーアニメ映画『白蛇伝』であった。
当時高校生の宮崎駿は『白蛇伝』に感動、大学を卒業すると東映動画に入社。
さらに、手塚治虫も自伝『ぼくはマンガ家』にて、映画『白蛇伝』に刺激を受けて自らのアニメーション製作を決意したと記載している。
虹児は『夢見童子』のパンフレットに「私は思う。子どもたちに、未熟な果物を与えてはならないように、未熟な、 いやしい絵を与えてはならない」と作品に込めた自らの誠意を記している。
その後、虹児は監督業を務めることはなく、考証担当等でアニメ映画の製作に関わるが、高畑勲ら若いスタッフ達から「蕗谷先生」と呼ばれ、親しまれることを喜びとし、東映動画に通い続け指導した。
1966年 (昭和41年)、虹児の画業50年記念として当時の新潟市長らが発起人となり、虹児の希望で新潟市中央区西堀通にある現在のホテルイタリア軒傍に、『花嫁人形』の詩碑が建立。除幕式には虹児夫婦も招かれ、虹児の後輩大畑小学校の児童40人が『花嫁人形』を歌い祝った。
詩碑には「少年期このイタリア小路近くに赤貧の中ですごしました。15歳で虹児を生み、29歳の若さで逝った薄幸の母の面影を、西堀を行き交う舞妓 (※古町芸妓) の姿に求めて、しばしばイタリア軒前にたたずんでいた虹児の想いがこの詩を生み、杉山長谷夫の旋律にともなわれて、哀愁に満ちた不朽の名曲として今に歌われています。」とある。
1968年 (昭和43年)、三島由紀夫の若き日の小説作品『岬にての物語』(牧羊社、署名入り豪華限定本) に、彩色画が挿絵装丁に用いられ、三島も虹児へのオマージュを記した。
1973年 (昭和48年)、75歳、第5回蕗谷虹児個展が新宿、小田急百貨店画廊で開催。在りし日の母親との想い出を描いた新作『西堀通り』を発表。虹児最後の新作展となる。
1979年 (昭和54年)、中伊豆温泉病院で急性心不全により没した。享年80歳。
虹児の死後、机の中に残されていた手記には、身体の弱かった母親が自分と弟達を産んだ負担で結果的に早逝してしまったことへの懺悔（ざんげ）と、あの世から再び母親が自分を迎えに来てくれることを願う、晩年の虹児の想いが綴られていた。
1987年 (昭和62年)、新発田市の虹児の母方実家が近くにあった新発田市役所の隣に「蕗谷虹児記念館」が建設された。同館名誉館長の蕗谷龍生は三男。
また、『花嫁人形』を歌い継ごうと、1998年から毎年同市にて、「全国『花嫁人形』合唱コンクール」が行われている。

## 主な作品
- 「混血児とその父母」（1926年）（蕗谷虹児記念館）　※サロン・ドートンヌ出品作

### 絵本
- 『人魚姫』徳永寿美子 文、講談社〈ゴールド版講談社の絵本〉 1956年
- 『湖水の鐘』徳永寿美子 文、講談社〈ゴールド版講談社の絵本〉 1958年
- 『ふしぎなランプ』川端康成 文、講談社〈ゴールド版講談社の絵本〉 1959年
- 『つるの恩返し』小林純一 文、講談社〈ゴールド版講談社の絵本〉 1961年
- 『孫悟空』川崎大治 文、講談社〈ゴールド版講談社の絵本〉 1962年

## 関連書籍
- 『別冊太陽　蕗谷虹児　愛の抒情画集』平凡社、1985年
- 『抒情の旅人 蕗谷虹児展』図録 朝日新聞社、1991年
- 蕗谷龍生編 『蕗谷虹児の世界 ベトエイユの風景』 彌生書房、1992年、ISBN 484150656X
- 『蕗谷虹児』河出書房新社、2007年、ISBN 9784309727561
- 阿刀田高『夢の宴　私の蕗谷虹児伝』中央公論社、1990年、ISBN 4120019896